# أنطون بيرجمان
أنطون بيرجمان هو ناشط سياسي وكاتب ومحامي بلجيكي، ولد في 29 يونيو 1835 في Lier, Belgium ‏ في بلجيكا، وتوفي بنفس المكان في 21 يناير 1874.